# Vini ultramarina
El lori ultramar (Vini ultramarina) es una especie de ave psitaciforme de la familia Psittaculidae, originaria de las islas Marquesas. Es un ave muy pequeña de colores principalmente azulados que está en peligro de extinción.

## Descripción
Este particular lori mide aproximadamente 18 cm Su frente y alas son de un tono celeste, mientras que su nuca y partes inferiores son de color azul marino. El pecho y mejillas de esta ave están manchados de blanco y negro. Posee ojos, patas y pico anaranjados.

## Comportamiento
Se alimenta de una diversa cantidad pólenes y néctares, prefiriendo las flores de palmera y banano. También se alimenta de frutas como el mango y también se alimenta de flores, insectos y capullos. 
Anida en cavidades de árboles, especialmente en Artocarpus altilis, Pometia pinnata, Pandanus tectorius y Hibiscus tiliaceus.

## Canto
Su canto es una especie de silbido muy agudo y chillido áspero.

## Amenazas
Su disminución se debe a uno de sus depredadores; la rata negra (Rattus rattus). Otro factor que ha influido en su disminución es la tala y quema de árboles en estas islas, lo que ha destruido su bioma, convirtiendo las selvas tropófilas en prados. Esta ave ya está extinguida en Fatu Hiva y se dice que en Nuku Hiva también podría estar extinta. Se dice que si la rata negra lográ llegar a Ua Huka el lori ultramar podría extinguirse dentro de 20 años.